# Bunias erucago
El muñidor (Bunias erucago) es una especie perteneciente a la familia Brassicaceae. 

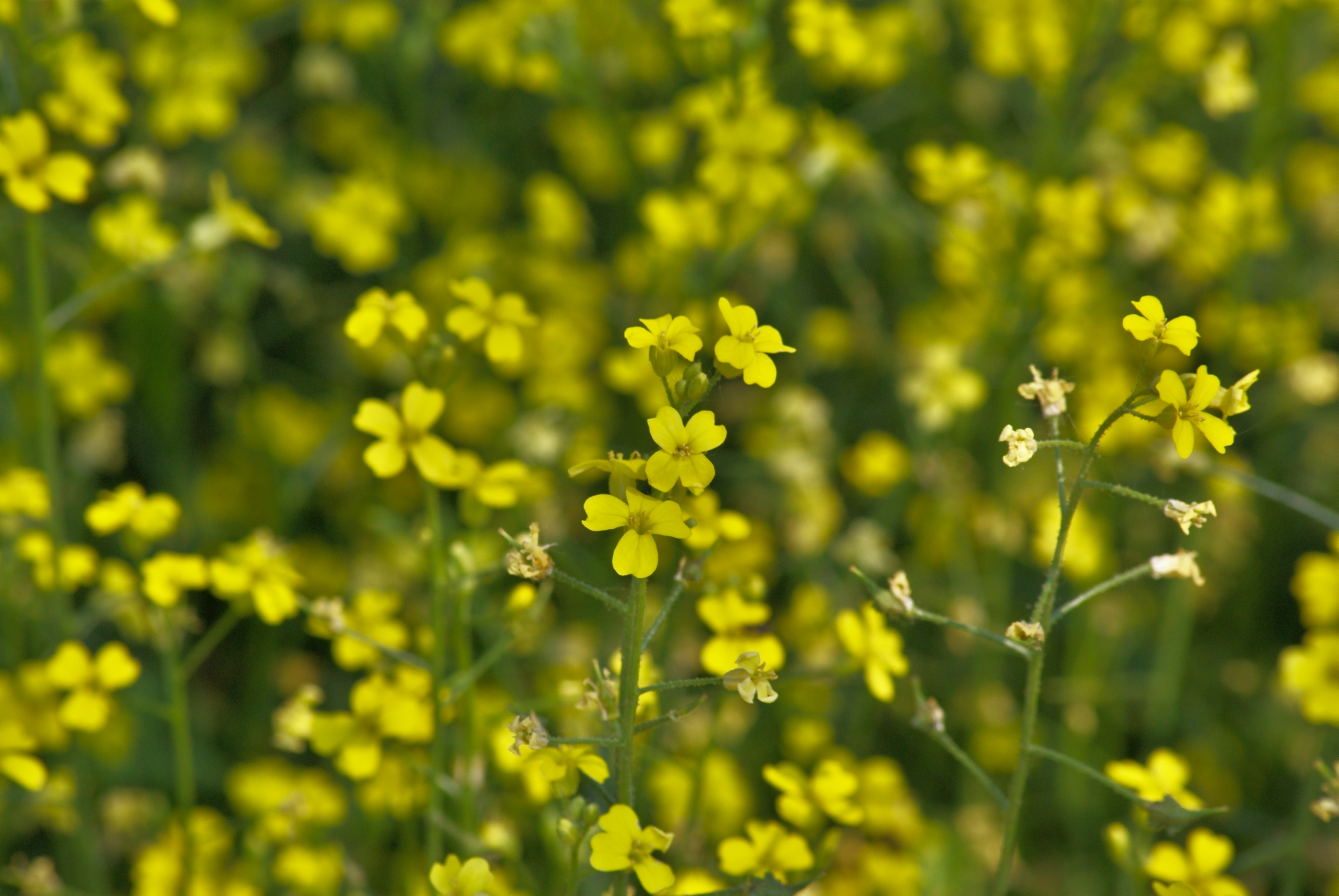
Vista de la planta

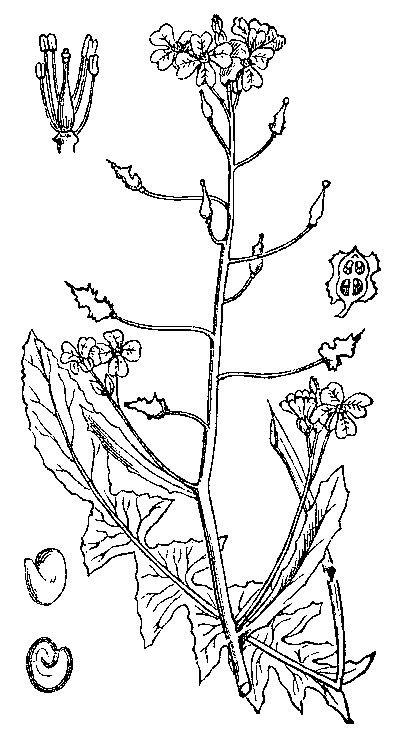
Ilustración

## Descripción
Hierba anual o bienal uni o multicaule, con glándulas purpúreas abundantes y pelos simples bifurcados. Tallos de hasta 1 mm, ramificados desde la base, híspidos en la parte inferior, sin pelos en la superior. Hojas alternas, simples; las de la base de hasta 15 (-30) cm, lirado-pinnatífidas o dentadas, dispuestas en roseta; las caulinares gradualmente menos divididas. Flores hermafroditas, actinomorfas, en racimos terminales de 10-30 flores, con pedicelos de 1,5-3 cm en la fructificación, sin brácteas. Cáliz con 4 sépalos de 3-4 mm, erectos; los laterales gibosos en la base; corola con 4 pétalos de 9-10 (-12) mm, dispuestos en cruz, amarillos, diferenciados en una parte inferior estrecha (uña) tan larga como los sépalos y una superior (limbo) más ancho. Androceo con 6 estambres, 4 de ellos más largos (androceo tetradínamo). Ovario súpero con dos carpelos. Fruto de 8-10 (-12) mm, subcuadrangular (silicua), con parte inferior provista de costillas aladas muy pronunciadas, con protuberancias irregulares y 1-4 cavidades cada una con una semilla, y parte superior estrecha, cónica y cilíndrica.

## Distribución y hábitat
Mediterráneo. En lechos arenosos con cierta concentración de sales, campos incultos, barbechos, márgenes de los ríos. Florece y fructifica desde el principio y hasta el final de la primavera.

## Taxonomía
Bunias erucago fue descrita por Carlos Linneo y publicado en Species Plantarum 2: 670. 1753.
Citología
Número de cromosomas de Bunias erucago (Fam. Cruciferae) y táxones infraespecíficos: 
2n=14
Sinonimia
- Bunias arvensis Jord.
- Bunias aspera Retz.
- Bunias brachyptera Jord.
- Bunias cristata Desv.
- Bunias macroptera Rchb.
- Bunias tricornis Lange
- Bunias vulgaris Andrz. ex Steud.
- Crucifera erucago E.H.L.Krause
- Erucago arvensis Fourr.
- Erucago aspera Hornem.
- Erucago brachyptera Fourr.
- Erucago campestris Desv.
- Erucago dentata Moench
- Erucago erucago (L.) Huth
- Erucago glandulosa Röhl.
- Erucago macroptera Fourr.
- Erucago monspeliaca J.St.-Hil.
- Erucago monspeliensis Cav.
- Erucago runcinata Hornem.
- Myagrum asperum Poir.
- Myagrum clavatum Lam.
- Myagrum erucago Lam.
- Myagrum erucago Crantz[4]

## Nombre común
- Castellano: mostacilla (2), muñidor (2), oreja rota.(el número entre paréntesis indica las especies que tienen el mismo nombre en España)[5]